# Circondario della Weinstraße Meridionale
Il circondario della Weinstraße Meridionale (in tedesco Landkreis Südliche Weinstraße) è un circondario (Landkreis) della Renania-Palatinato, in Germania.

Comprende 3 città e 72 comuni.

La sede amministrativa si trova nella città extracircondariale di Landau in der Pfalz. Il centro maggiore è Herxheim bei Landau/ Pfalz.

## Geografia antropica

### Suddivisioni amministrative
- Verbandsgemeinde Annweiler am Trifels, con i comuni:

1. Albersweiler (1 983)
2. Annweiler am Trifels, città * (7 099)
3. Dernbach (438)
4. Eußerthal (881)
5. Gossersweiler-Stein (1 411)
6. Münchweiler am Klingbach (213)
7. Ramberg (960)
8. Rinnthal (679)
9. Silz (714)
10. Völkersweiler (577)
11. Waldhambach (366)
12. Waldrohrbach (396)
13. Wernersberg (1 095)

- Verbandsgemeinde Bad Bergzabern, con i comuni:

1. Bad Bergzabern, Stadt * (8 454)
2. Barbelroth (665)
3. Birkenhördt (645)
4. Böllenborn (228)
5. Dierbach (545)
6. Dörrenbach (922)
7. Gleiszellen-Gleishorbach (806)
8. Hergersweiler (232)
9. Kapellen-Drusweiler (971)
10. Kapsweyer (911)
11. Klingenmünster (2 317)
12. Niederhorbach (464)
13. Niederotterbach (339)
14. Oberhausen (457)
15. Oberotterbach (1 101)
16. Oberschlettenbach (136)
17. Pleisweiler-Oberhofen (854)
18. Schweigen-Rechtenbach (1 345)
19. Schweighofen (583)
20. Steinfeld (1 786)
21. Vorderweidenthal (606)

- Verbandsgemeinde Edenkoben, con i comuni:

1. Altdorf (916)
2. Böbingen (760)
3. Burrweiler (785)
4. Edenkoben, città * (6 660)
5. Edesheim (2 436)
6. Flemlingen (388)
7. Freimersheim (Weinstraße Meridionale) (996)
8. Gleisweiler (595)
9. Gommersheim (1 561)
10. Großfischlingen (598)
11. Hainfeld (884)
12. Kleinfischlingen (311)
13. Rhodt unter Rietburg (1 168)
14. Roschbach (858)
15. Venningen (907)
16. Weyher in der Pfalz (543)

- Verbandsgemeinde Herxheim, con i comuni:

1. Herxheim bei Landau/Pfalz * (10 732)
2. Herxheimweyher (535)
3. Insheim (2 166)
4. Rohrbach (1 778)

- Verbandsgemeinde Landau-Land, con i comuni:

1. Billigheim-Ingenheim (3 806)
2. Birkweiler (711)
3. Böchingen (727)
4. Eschbach (620)
5. Frankweiler (844)
6. Göcklingen (893)
7. Heuchelheim-Klingen (828)
8. Ilbesheim bei Landau in der Pfalz (1 153)
9. Impflingen (892)
10. Knöringen (457)
11. Leinsweiler (510)
12. Ranschbach (618)
13. Siebeldingen (1 014)
14. Walsheim (618)

- Verbandsgemeinde Maikammer: con i comuni:

1. Kirrweiler (Pfalz) (2 033)
2. Maikammer * (4 380)
3. Sankt Martin (1 695)

- Verbandsgemeinde Offenbach an der Queich: con i comuni:

1. Bornheim (1 543)
2. Essingen (2 247)
3. Hochstadt (Pfalz) (2 623)
4. Offenbach an der Queich * (6 311)